# Egypt Cup 2014
La Egypt Cup 2014 è stata l'82ª edizione di questo trofeo, istituito nel 1921. La competizione è iniziata il 15 maggio 2014 e si è conclusa il 19 luglio 2014 con la finale. Lo Zamalek, squadra campione in carica, ha riconquistato la coppa anche quest'anno, per la 23ª volta nella sua storia.

## Turno preliminare
| Squadra 1            | Risultato        | Squadra 2           |
| -------------------- | ---------------- | ------------------- |
| 15 maggio 2014       |                  |                     |
| Tanta                | 2 – 2 (5-4 dtr)  | Ghazl Kafr El-Dawar |
| Baladeyet El-Mahalla | 0 – 0 (10-9 dtr) | FC Qena             |
| Za'faran FC          | 1 – 1 (3-4 dtr)  | Shabab El-Dab'a     |
| 18 maggio 2014       |                  |                     |
| Sokar El-Hawamdia    | 1 – 0            | Miah Al-Daqahlya    |

## Primo Turno
| Squadra 1         | Risultato       | Squadra 2              |
| ----------------- | --------------- | ---------------------- |
| 18 maggio 2014    |                 |                        |
| Ismaily           | 2 – 0           | Al Nasr                |
| Haras El-Hodood   | 2 – 2 (4-3 dtr) | Al-Masry               |
| El Minya FC       | 2 – 1           | Bahteem                |
| 19 maggio 2014    |                 |                        |
| El Qanah          | 1 – 0           | Suez Montakhab         |
| Wadi Degla        | 3 – 1           | Kahrbaa Ismailia       |
| Ghazl El-Mehalla  | 1 – 1 (3-2 dtr) | Tanta                  |
| Smouha            | 2 – 1           | El-Gouna               |
| Al-Mokawloon      | 4 – 0           | Shabab El-Dab'a        |
| 20 maggio 2014    |                 |                        |
| Petrojet          | 0 – 0 (2-4 dtr) | El Gaish               |
| ENPPI             | 0 – 0(6-5 dtr)  | Al-Ittihad Alessandria |
| Misr Lel Makasa   | 0 – 0 (1-4 dtr) | El Dakhleya            |
| 21 maggio 2014    |                 |                        |
| El-Entag El-Harby | 4 – 0           | Dairoot                |
| El-Shorta         | 3 – 2           | Sokar El-Hawamdia      |
| 22 maggio 2014    |                 |                        |
| El Raja           | 1 – 0           | Baladeyet El-Mahalla   |

## Secondo Turno
| Squadra 1       | Risultato       | Squadra 2         |
| --------------- | --------------- | ----------------- |
| 21 giugno 2014  |                 |                   |
| Zamalek         | 2 – 1           | Ghazl El-Mehalla  |
| Haras El-Hodood | 1 – 1 (4-3 dtr) | ENPPI             |
| Al-Mokawloon    | 1 – 2           | Wadi Degla        |
| El Qanah        | 1 – 1 (4-5 dtr) | El Raja           |
| 22 giugno 2014  |                 |                   |
| Al-Ahly         | 4 – 3           | El Minya FC       |
| Ismaily         | 3 – 0           | El Dakhleya       |
| El-Shorta       | 2 – 0           | El-Entag El-Harby |
| Smouha          | 2 – 1           | El Gaish          |

## Quarti di finale
| Squadra 1       | Risultato       | Squadra 2  |
| --------------- | --------------- | ---------- |
| 9 luglio 2014   |                 |            |
| Ismaily         | 1 – 1 (2-4 dtr) | Wadi Degla |
| 10 luglio 2014  |                 |            |
| Al-Ahly         | 1 – 0           | El Raja    |
| Haras El-Hodood | 0 – 1           | Zamalek    |
| El-Shorta       | 2 – 2 (4-5 dtr) | Smouha     |

## Semifinali
| Squadra 1      | Risultato       | Squadra 2  |
| -------------- | --------------- | ---------- |
| 14 luglio 2014 |                 |            |
| Zamalek        | 0 – 0 (5-4 dtr) | Wadi Degla |
| 15 luglio 2014 |                 |            |
| Al-Ahly        | 1 – 2           | Smouha     |

## Finale
| Arbitro: | Gehad Grisha |

|          |           |  |
| Emam 89’ | Marcatori |  |